# Deuteroxorides atratus
Deuteroxorides atratus är en stekelart som beskrevs av Dmitriy R. Kasparyan 1976. Deuteroxorides atratus ingår i släktet Deuteroxorides och familjen brokparasitsteklar. Inga underarter finns listade i Catalogue of Life.